# Bronisław Rachwał

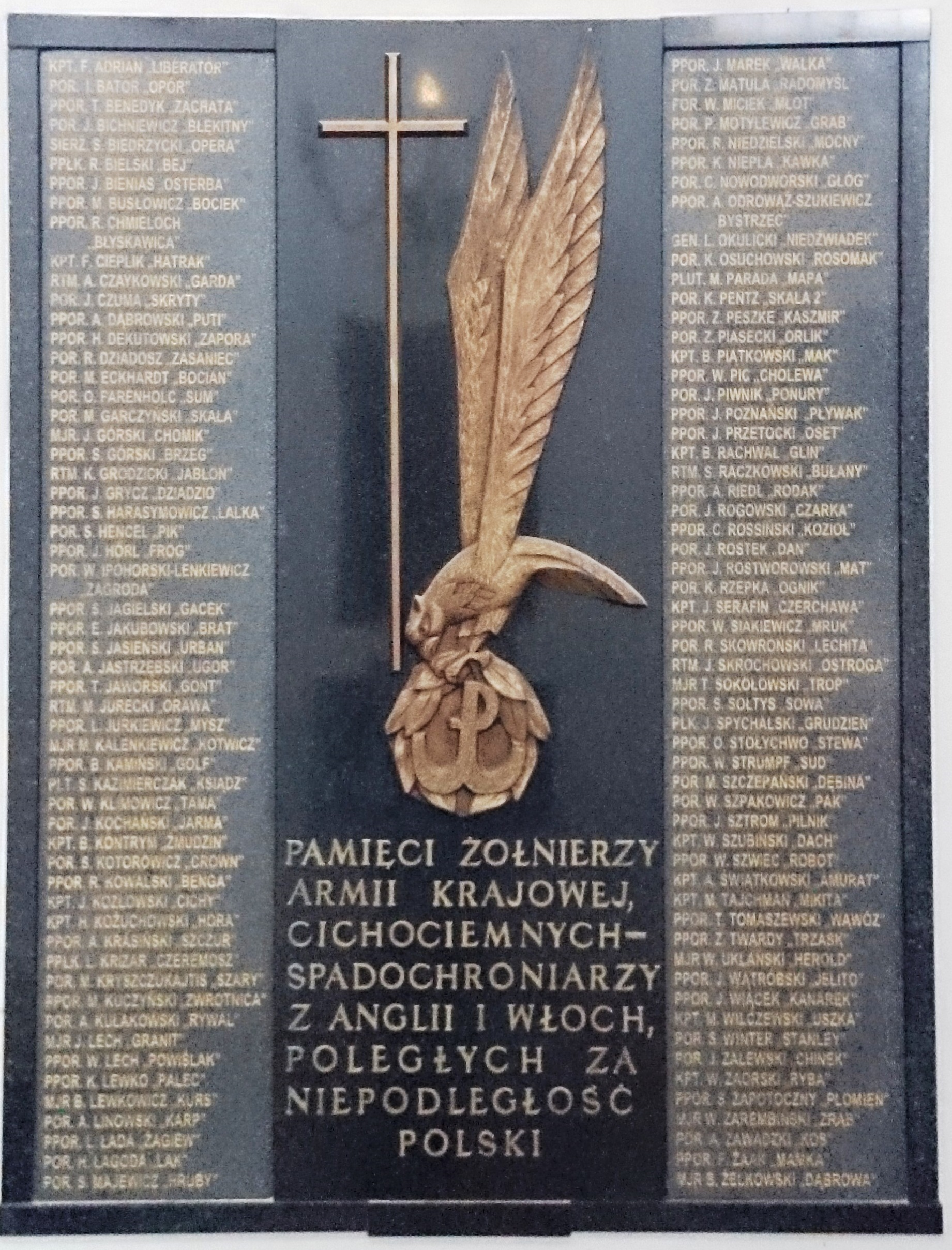
Tablica w kościele św. Jacka w Warszawie, upamiętniająca poległych cichociemnych, w tym Bronisława Rachwała

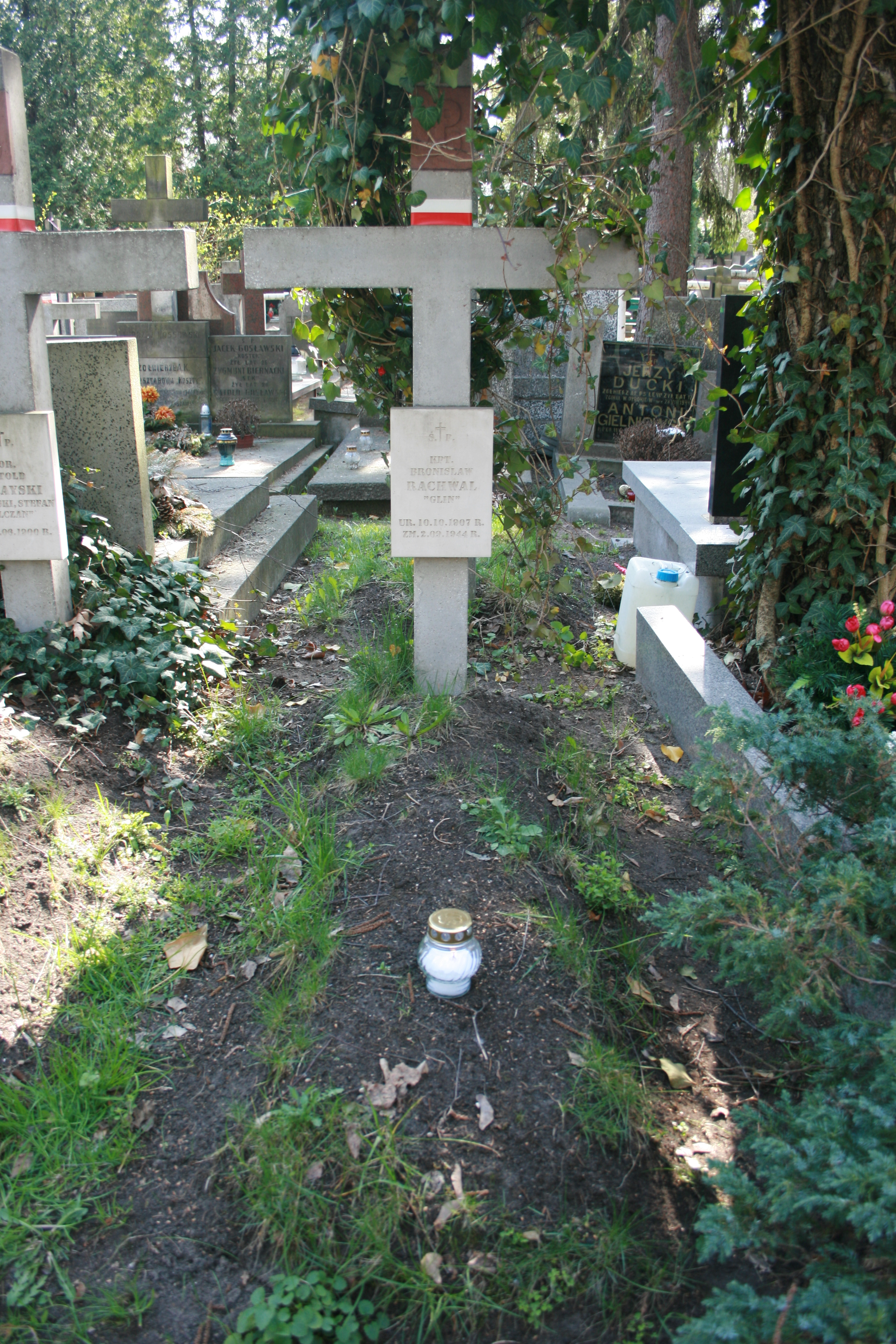
Grób Bronisława Rachwała na Cmentarzu Wojskowym na Powązkach w Warszawie w 2014 roku

Bronisław Rachwał, ps. Glin, Róża vel Bronisław Janczarek (ur. 10 października 1907 w Wilkołazie Pierwszym, zm. 2 września 1944 w Warszawie) – kapitan dyplomowany broni pancernych Polskich Sił Zbrojnych, Armii Krajowej, uczestnik kampanii wrześniowej, francuskiej, powstania warszawskiego, cichociemny. Znajomość języków: francuski, białoruski. Zwykły Znak Spadochronowy nr 1149.

## Życiorys
Uczył się w gimnazjum w Kraśniku, w 1929 zdał egzamin dojrzałości. Od 15 sierpnia 1929 słuchacz Szkoły Podchorążych Rezerwy Kawalerii w Grudziądzu. Po jej ukończeniu awansowany na stopień podporucznika ze starszeństwem od 15 sierpnia 1932, przydzielony do 27 Pułku Ułanów im. Króla Stefana Batorego w Nieświeżu. W latach 1936–1937 uczestnik kursu broni pancernych w Modlinie, następnie od 1937 do 1939 w Centrum Wyszkolenia Broni Pancernych w Modlinie. Od 30 września 1938 roku dowodził 7. plutonem kompanii zbiorczej, od marca 1939 zastępca dowódcy plutonu kompanii podchorążych. W 1939 ukończył w Rembertowie kurs próbny do Wyższej Szkoły Wojennej.
W kampanii wrześniowej 1939 przydzielony do 38 dywizjonu pancernego V batalionu zapasowego. 20 września przekroczył granicę z Węgrami, przez Jugosławię i Włochy dotarł 9 października do Francji. Wstąpił do Polskich Sił Zbrojnych, przydzielony jako dowódca kompanii motorowej 1 Pułku Specjalnego, następnie jako dowódca kompanii 1 batalionu czołgów, później zastępca dowódcy 2 batalionu czołgów. Wraz z batalionem uczestniczył w kampanii francuskiej.
Po upadku Francji ewakuowany z Saint-Jean-de-Luz do Liverpoolu (Wielka Brytania). Wstąpił do Polskich Sił Zbrojnych pod dowództwem brytyjskim, od 5 kwietnia 1941 przydzielony do 2 batalionu 1 pułku czołgów w Szkocji, następnie do 66 batalionu czołgów. Od stycznia do maja 1941 uczestnik I Kursu na obczyźnie Wyższej Szkoły Wojennej, po jego ukończeniu od 15 września 1941 w dowództwie I Korpusu, następnie od 8 lipca referent Wydziału Organizacyjno-Wyszkoleniowego Sztabu Naczelnego Wodza w Londynie. 
Zgłosił się do służby w kraju. Przeszkolony ze specjalnością w dywersji na kursach specjalnych dla kandydatów na cichociemnych, m.in. taktyczno-technicznym (pancernym), spadochronowym, odprawowym i in. Zaprzysiężony na rotę ZWZ/AK 1 kwietnia 1942 w Oddziale VI (Specjalnym) Sztabu Naczelnego Wodza w Londynie. Awansowany na stopień kapitana ze starszeństwem od 1 stycznia 1943.

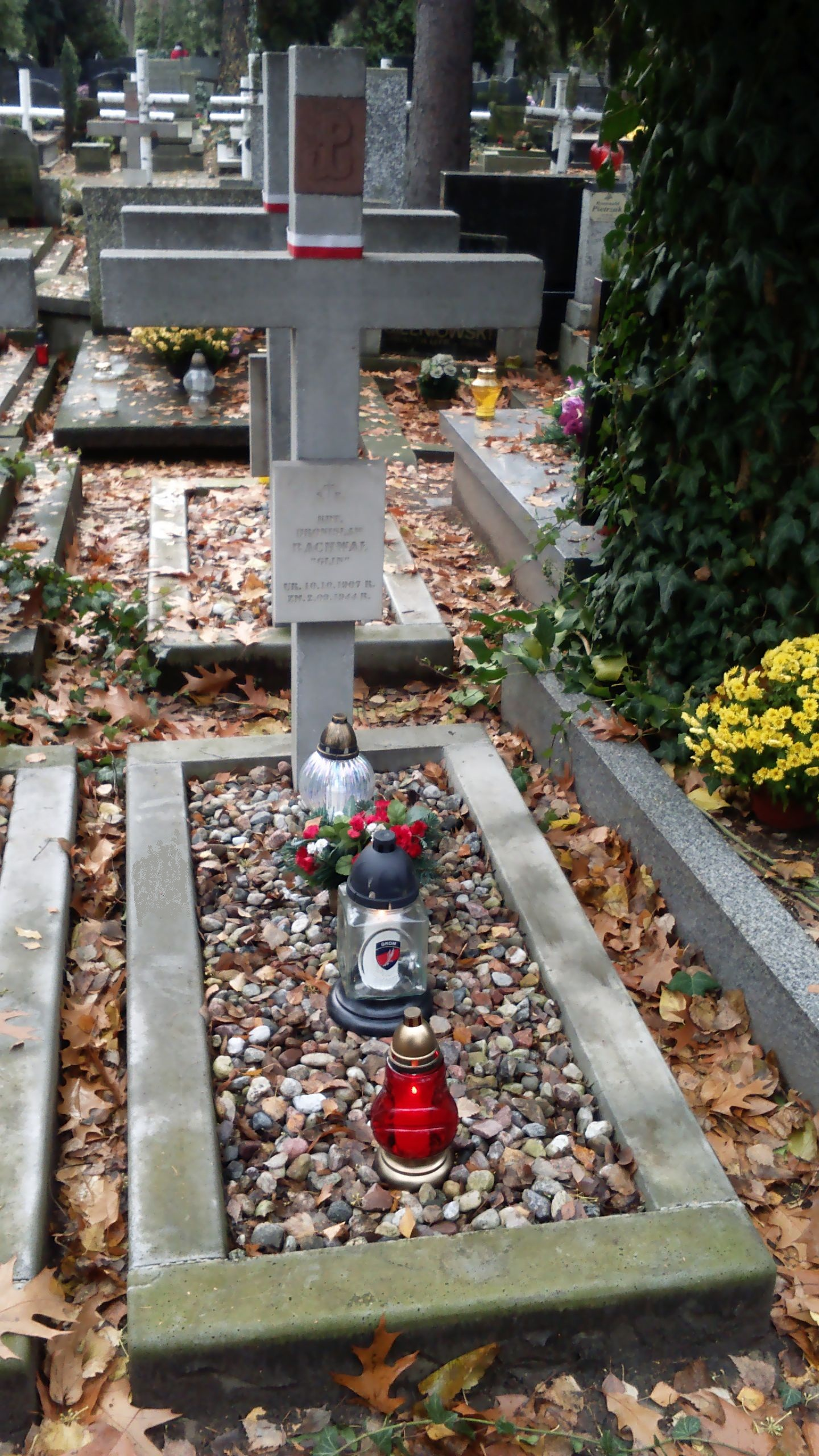
Grób Bronisława Rachwała na Cmentarzu Wojskowym na Powązkach w Warszawie w 2016 roku

Skoczył ze spadochronem do okupowanej Polski w nocy 16/17 września 1943 w sezonie operacyjnym „Riposta”, w operacji lotniczej „Neon 1", na placówkę odbiorczą „Garnek”103 (kryptonim polski, brytyjskie oznaczenie numerowe pinpoints), ok. 8 km od stacji kolejowej Wyszków. Razem z nim skoczyli: ppor. Hieronim Dekutowski ps. Zapora oraz kurier polityczny ppor. Kazimierz Smolak ps. Nurek.
Po skoku aklimatyzacja do realiów okupacyjnych w Warszawie, następnie przydzielony jako referent wyszkolenia do Wydziału Broni Szybkich Oddziału III Komendy Głównej Armii Krajowej. 
W powstaniu warszawskim jako oficer operacyjny Komendy Obwodu Śródmieście. Poległ 2 września 1944 po wybuchu pocisku artyleryjskiego, zasypany w piwnicy domu na rogu ul. Jasnej i Kredytowej. Pochowany na cmentarzu Powązki Wojskowe w Warszawie (kwatera A27-9-11/12). Pośmiertnie odznaczony Virtuti Militari 5 kl.

## Awanse
- podporucznik – ze starszeństwem od 15 sierpnia 1932
- porucznik
- kapitan – ze starszeństwem od 1 stycznia 1943

## Ordery i odznaczenia
- Krzyż Srebrny Orderu Virtuti Militari

## Życie rodzinne
Syn Franciszka oraz Wiktorii z domu Kotóła. Rodziny nie założył.

## Upamiętnienie
W lewej nawie kościoła św. Jacka przy ul. Freta w Warszawie odsłonięto w 1980 roku tablicę Pamięci żołnierzy Armii Krajowej, cichociemnych – spadochroniarzy z Anglii i Włoch, poległych za niepodległość Polski. Wśród wymienionych 110 poległych cichociemnych jest Bronisław Rachwał.